# 重傷獎章

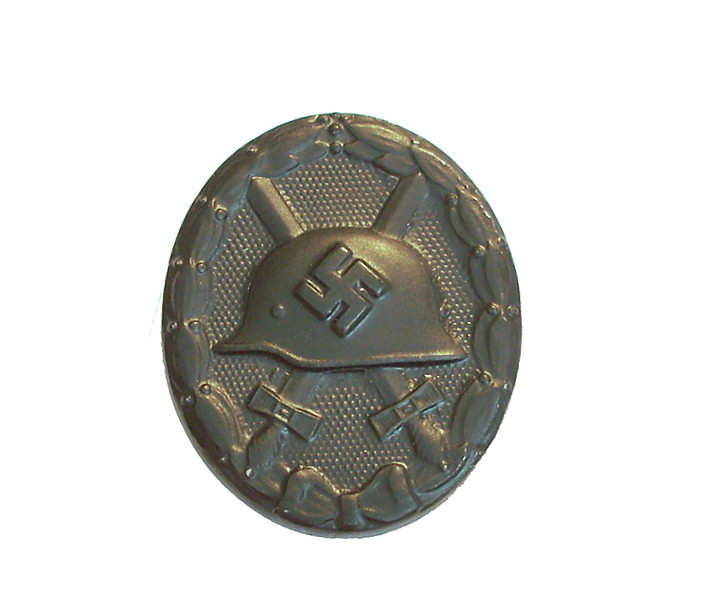
1939年的重傷獎章

重傷獎章（德語：Verwundetenabzeichen）是德軍獎章嘉勉作戰重傷或是凍傷，全體士官兵包括：德國國防軍、德国防卫军、黨衛軍、德軍相關組織用人（此相關組織用人是自1943年後3月起增加獎勵條款，因應盟軍空襲頻頻轉烈，德國平民傷者增加）皆有資格得獎。
第二次世界大戰時它出現3樣款式：
1. 「黑色」代表因為戰爭敵軍攻擊或空襲負傷兩次，或是在前線固守戰鬥崗位遭到凍傷者；
2. 「銀色」代表負傷3至4次，因為戰爭敵軍攻擊或空襲、凍傷導致「斷手或斷腳或瞎一隻眼、聽力減弱、毀容、失智」皆可受頒；
3. 「金色」代表負傷為傷5次以上（包括作戰陣亡）、全盲、失智皆可得獎；獎章材質有純鋼、黃銅與鋅，都是純粹金屬製品；德軍在第一次世界大戰後期的1918年3月起頒發此獎章，但是當時雕工較為粗製。

所有版本的「重傷獎章」一律佩掛在冬天軍大衣或是夏天戎裝左胸略低處：也包括得獎平民衣物。  第二次世界大戰時德國軍民得到這獎章不少於5,000,000人（當時德國總人數47,000,000人）；1957年時德國政府明令可佩掛二戰時期獎章；但獎章上有「卐」字都需磨滅才准佩帶。
版面上照片是第二次世界大戰時此獎章照片。

## 1944年7月20日密謀案重傷獎章

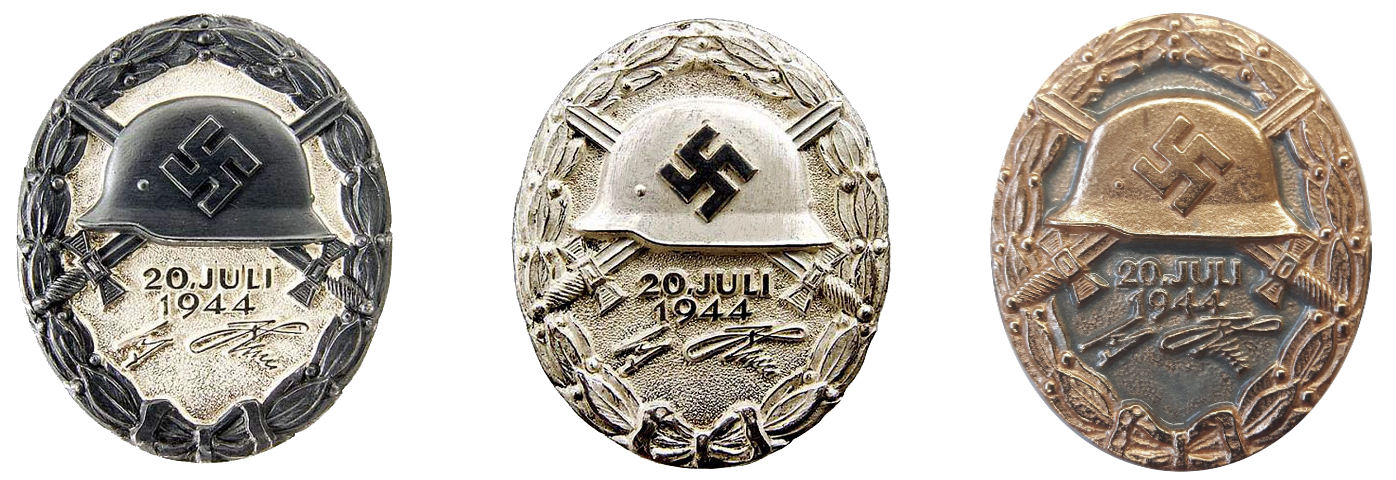
1944年的「7月20日重傷獎章」

7月20日「重傷獎章」是這一系列獎章裡最珍貴的，之所以珍貴是因為一批得獎人都是在1944年7月20日這一天在東普魯士拉斯騰堡的「狼穴」司令部、也是希特勒別墅發生炸彈暗殺希特勒失敗，連同傷亡人員贈予獎章；現場24人（包括希特勒）紛受不同程度炸傷無一倖免：一名軍官當場殞命另外還有3位送醫傷重不治；希特勒歡喜相信「天不亡他」，便又專門精工打造特別款式「重傷獎章」給負傷及殞命每一位以茲紀念；就是典故由來。   
「7月20日重傷獎章」與「重傷獎章」大同小異，不同的是獎章裡鋼盔稍微高與大，並刻印日期“20 Juli 1944”，在鋼盔與日期下方還刻有希特勒親筆簽名。 
「7月20日重傷獎章」等級也是比照：「黑、銀、金」3級制；本來已經得到過「重傷獎章」者，此次「7月20日重傷獎章」等級再加一級。    
不像一般「重傷獎章」黑級，「7月20日重傷獎章」沒有全黑式樣，是略略淺黑與其他色彩，日期與希特勒簽名刻印也位於顯而易見位置。  
希特勒頒獎給每一位傷亡者獎章與與得獎證書，並於同年9月21日舉行盛大頒獎受勳典禮；雖然他也受傷，可是他並沒有把獎章頒贈給自己，所有獎章他都配掛於身過，包括在第一次世界大戰他作戰負傷的確得到過「重傷獎章」；他唯一一次贈勳給自己是「納粹黨金獎章」，但是這是政治獎章不是軍事獎章。
4位命喪者也都收到金級「7月20日重傷獎章」，由家屬代收。
受贈「7月20日重傷獎章」日後又得「重傷獎章」都可再升一級（即：黑升為銀，銀升為金）；結果德軍海軍上將（後升官））漢斯-埃里希·沃斯原先就有「重傷獎章」，此次「7月20日重傷獎章」升為銀級，日後兩次作戰又負傷又升級，共得到過3次「重傷獎章」，且憑獎章助力官階跳兩級，自少將成為上將。